# Zbrodnia w Korytnikach
Zbrodnia w Korytnikach – zbrodnia dokonana w kwietniu 1945 roku na ukraińskiej ludności wsi Korytniki przez oddział Ludowej Straży Bezpieczeństwa pod dowództwem Romana Kisiela Sępa.
Zamordowano wtedy co najmniej 53 mieszkańców wsi.

## Literatura
- Jan Pisuliński. Konflikt polsko-ukraiński w powiecie przemyskim zimą i wiosną 1945 roku i udział w nim grupy Romana Kisiela Sępa. „Pamięć i Sprawiedliwość”. Nr 2, 2005.